# Jeff Wilson (Rugbyspieler)
Jeffrey William Wilson MNZM (* 24. Oktober 1973 in Invercargill) ist ein ehemaliger neuseeländischer Sportler, der in den Sportarten Rugby Union und Cricket für sein Heimatland aktiv war und ist somit ein sogenannter „Double All Black“. Er ist mit der Mannschaftsführerin der neuseeländischen Netball-Nationalmannschaft Adine Wilson verheiratet.

## Rugby-Union-Karriere
Wilson gab 1993 sein Debüt für die Rugby-Union-Nationalmannschaft Neuseelands, als diese auf Schottland traf. Er legte dabei drei Versuche. Eine Woche später erzielte er neun weitere Punkte durch drei Straftritte gegen England.
Wilson hat 60 Länderspiele für die All Blacks bestritten und dabei 44 Versuche gelegt. Bis zum Jahr 2002 hielt er den neuseeländischen Rekord für die meisten erzielten Versuche, ehe ihn Christian Cullen und später auch Doug Howlett in dieser Statistik überholten. Er nahm an zwei Weltmeisterschaften, 1995 und 1999, teil und gehörte dabei jeweils zu den erfolgreichsten Spielern.
Wilson spielte in der Super 12 für die Highlanders und in der National Provincial Championship für Otago und Southland. Am Ende der Super-12-Saison 2000 gab er sein Karriereende bekannt, kehrte aber in der folgenden Spielzeit noch einmal zurück und bestritt weitere sechs Spiele, bevor er 2002 mit 28 endgültig seine Laufbahn als beendet erklärte. 2003 wurde er aufgrund seiner Dienste für den Rugbysport zum „Member of the New Zealand Order of Merit“ ernannt.

## Cricketkarriere
Wilson begann mit dem Cricketsport bereits als Jugendlicher und spielte im nationalen Cricket für Otago. Sein internationales Debüt gab er in der Saison 1992/93 gegen Australien. Er bestritt in der Serie vier One-Day Internationals (ODI). Mit der Einführung des Rugby-Union-Turniers Super 12 entschied er sich, nicht mehr aktiv für Neuseeland Cricket zu spielen, da sich die Terminkalender beider Sportarten nun überlappten.
Mit der Beendigung seiner Rugbylaufbahn kehrte er wieder zum Cricket zurück. Er feierte am 12. Januar 2005 sein Comeback für Otago und wenige Wochen später auch für die neuseeländische Nationalmannschaft. Im März des Jahres spielte er sein letztes ODI gegen Australien genauso wie sein einziges Twenty20 International. Am Ende der Saison 2005 musste er aufgrund von Verletzungen auch seine Cricketkarriere beenden.